# 荒木直也
荒木 直也（あらき なおや、1957年5月14日 - ）は、エイチ・ツー・オー リテイリング代表取締役社長、阪急阪神百貨店会長、阪急阪神ホールディングス取締役などを務める日本の実業家。

## 経歴
1957年、兵庫県神戸市葺合区（現・中央区）生まれ、現在も神戸市在住である。
雲中小学校から中学受験で六甲中学校・高等学校を経て、1981年（昭和56年）に京都大学経済学部を卒業する。同年、株式会社阪急百貨店（現：エイチ・ツー・オー リテイリング）へ入社した。2004年同社執行役員。2010年株式会社阪急阪神百貨店取締役執行役員。2011年事業開発本部担当。2012年3月、阪急うめだ本店の建て替え完了をきっかけに、阪急阪神百貨店代表取締役社長、エイチ・ツー・オー リテイリング代表取締役に就任した。

### 店舗開発事業
荒木は長年経営企画や新店舗開設などに関わり、西宮阪急、博多阪急、阪急メンズ東京などの出店を成功させた。
2005年から執行役員博多出店室長として博多阪急の出店準備に取り組んだ。九州旅客鉄道（JR九州）との打ち合わせを50回以上行い、福岡出張の都度、岩田屋本店、博多大丸福岡・天神店、福岡三越といった百貨店を回り、内装、品ぞろえ、価格などを情報収集していた。天神の3百貨店については設備も充実しているほか、地下街などを介して一体化していることから「あたかも一つの百貨店のようになっていて、戦艦大和です」と述べた。一方、ジェイアール京都伊勢丹やジェイアール名古屋タカシマヤ、大丸札幌店などの成功から駅ビル百貨店には勝算があるとした。また、博多阪急はファッションや食品、兄弟会社の阪急電鉄に属する宝塚歌劇団のような文化事業も強みであると考えた。
2008年から準備室を博多駅前に設置し、2011年3月、博多阪急はグランドオープンした。

### 社長就任後
会長の椙岡俊一や前社長の新田信昭らは、新店舗の構想から開業までの責任者としての実績を評価し、2012年3月1日付けで荒木を社長に昇格させることを決めた。
社長就任直後、荒木は月刊神戸っ子のインタビューに対し、ハーバーランドにあった旧：神戸阪急の閉店をきっかけに神戸方面の商圏が手薄になったことを認めた。一方、当面はうめだ本店や西宮阪急へアクセスしやすい環境を整えるとしていた。
ところが、一転して、ハーバーランドの開発経験も持つ鈴木篤（エイチ・ツー・オー リテイリング社長）らの尽力もあり、業績が低迷したそごう神戸店をグループで取得した。経営移管をスムーズに進めるため、当初はそごう神戸店の店名を維持した。2019年、三宮に神戸阪急を新装開店することができた。2022年から2023年には非食品フロアの改装も行われた。
報道までそごう神戸店側のスタッフは経営移管のことを知らされていないなど、同店関係者には戸惑いもあった。しかし、水島廣雄社長時代のそごう出身で、荒木と同い年の松下秀司店長（2013年就任、2021年退任）などスタッフに店づくりを主導させたことで、ハーバーランド時代やそごう神戸店よりも、地域密着をより強める運営になっている。　
百貨店事業の方向性が決まったことを機に、2020年にエイチ・ツー・オー リテイリング代表取締役社長へ就任。阪急阪神百貨店社長は山口俊比古へ引き継いだ。社長就任にあたって、「楽しい」「うれしい」「おいしい」の価値創造を通じ、お客様の心を豊かにする暮らしの元気パートナーであることをエイチ・ツー・オーリテイリンググループ全体のビジョンに定めた。
エイチ・ツー・オーリテイリング社長としては、関西スーパーマーケットとの経営統合などに取り組んだが、これ以上百貨店の店舗を増やすことなどは、むしろリスクも高いと考えている。そのため、オンライン上でも顧客と接点を作ることを目指す。
阪急阪神東宝グループの結束力強化のため、阪急電鉄などを中心とする阪急阪神ホールディングスの取締役も務める。同様の目的で、同社CEOの角和夫もH2O取締役を務め、そごう神戸店取得などに前向きなコメントをしている。

## 人物
神戸市葺合区の下町・春日野道で育ち、現在も同市に住む。
両親はこの春日野道で2人の従業員と商売を営んでおり、ほとんど家族旅行などはしたことがなかった。小学5年生のときに九州へ行ったのが唯一の家族旅行だが、この際もフェリーで神戸港へ上陸したその日の朝に両親は店を開けていた。
周囲も商店街や市場が広がっていたので、子供時代の買い物の記憶は、商店街の活気や賑やかさといった雰囲気が先によみがえってくるという。人と人とのやり取りが楽しそうだという体験が現在につながっている。
葺合区民にとって、百貨店といえばそごう神戸店だった。「買う」あるいは「買ってもらう」行為といえば、たまに同店へ行き、回るお菓子のコーナーやおもちゃ売場へ連れて行ってもらうことだった。また、実家が商売を営んでいるので、荒木家では正月のおせちはそごうの予約販売のものを買っていた。配達サービスもない時代、これを大みそかの6時くらいに春日野道の自宅から受け取りに行くのが荒木の役割だった。真冬の日暮れ後は寒いものの、百貨店へ行ける貴重な機会であり、一年に一度の大仕事だという達成感もあった。六甲中学になってからも、地下に当時あったスナックコーナーの立ち食いそばを利用したなど、そごう神戸店には様々な思い出がある。
店頭に行くのが今でも楽しく、梅田にいる際は阪急うめだ本店や阪神百貨店のレストランなどで食事をする。会議で出た数字を確認する仕事でもあるが、それ以上にお客様の嬉しい、楽しいといった空間を共有するのが好きだという。
エイチ・ツー・オーリテイリングの社長になって、百貨店以外に阪急オアシスやイズミヤなどスーパーマーケットも管轄になり、170近くもあるこれらスーパーマーケットの店舗を訪ね始めている。百貨店もスーパーも共通点が多いと感じるようになった。お客様に喜んでもらうことが大事なのは変わらないということ、立地やマーケティングといった装置産業でもあるが、装置の上にある商品や人が更に大事であると荒木は考えている。
学生時代はレコードや洋服を買うことが好きだと思っていた。しかし、物を買うこと自体ではなく、物の帯びているコミュニケーション性が好きだったのではないかと振り返っている。そうした経験も踏まえて、H2Oの各店が、季節や日常の変化を伝えて共有できる店でありたいと考える。